# Woody Woodpecker (film, 2017)
Pour les articles homonymes, voir Woody Woodpecker (homonymie).
Pour plus de détails, voir Fiche technique et Distribution.
Woody Woodpecker (titre au Québec : Woody le Pic) est un film américain réalisé par Alex Zamm, sorti en 2017  et inspiré du personnage du même nom créé par Walter Lantz et Ben Hardaway. Le film tourné en vidéo intègre le personnage de Woody en animation 3D.

## Synopsis
Dans la forêt de Pine Grove, dans l'état de Washington, Woody Woodpecker entre en  guerre de territoire contre Lance, un avocat de Seattle qui a hérité d'une partie de la forêt et veut démolir le foyer de Woody pour y construire une maison dans le seul but, non d'y vivre mais de la faire fructifier en tant qu'investissement immobilier. Mais Woody se prend également d'amitié pour Tommy, le fils de Lance, jeune rockeur au tempérament rêveur à l'opposé de la froideur calculatrice de son père...

## Fiche technique
- Titre : Woody Woodpecker
- Titre québécois : Woody le Pic
- Réalisation : Alex Zamm
- Scénario : Alex Zamm, William Robertson, Daniel Altiere et Steven Altiere
- Photographie : Barry Donlevy
- Montage : Heath Ryan
- Musique : Chris Hajian (de)
- Pays d'origine : États-Unis
- Genre : Aventure et comédie
- Format : couleur, mixage Dolby Atmos, rapport de forme : 1.78 : 1
- Durée : 91 minutes (1 h 31)
- Dates de sortie :
  - Brésil : 5 octobre 2017
  - États-Unis : 6 février 2018 (avant-première)
  - Canada : 6 février 2018 (directement en DVD)
  - France : 6 mars 2018

## Distribution
- Eric Bauza (VFB : Alessandro Bevilacqua) : Woody Woodpecker (voix)
- Timothy Omundson (VFB : Nicolas Dubois) : Lance Walters
- Thaila Ayala (VFB : Micheline Tziamalis) : Vanessa
- Graham Verchere (VFB : Maxime van Santfoort) : Tommy Walters
- Jordana Largy (VFB : Florence Pallaro) : Samantha Bartlett
- Scott McNeil (VFB : Patrick Descamps) : Nate Grimes
- Adrian Glynn McMorran (VFB : Steve Driesen) : Otis Grimes
- Chelsea Miller (VFB : Alayin Dubois) : Jill Ferguson
- Emily Holmes (VFB : Sophie Landresse) : Linda Walters
- Jakob Davies (VFB : Circé Lethem) : Lyle

Source et légende : Version française (VF) sur Forum Doublage Francophone.